# Петропавловка (Великоновосёлковский район)
Петропавловка (укр. Петропавлівка) — село на Украине, находится в Великоновосёлковском районе Донецкой области.
Код КОАТУУ — 1421280202. Население по переписи 2001 года составляет 87 человек. Почтовый индекс — 85540. Телефонный код — 6243.
5 января село было занято Вооружёнными силами РФ. 

## Адрес местного совета
85540, Донецкая область, Великоновосёлковский район, с. Андреевка, пер. Матросова, 8, 93-5-91